# Batalha de Changsha (1939)

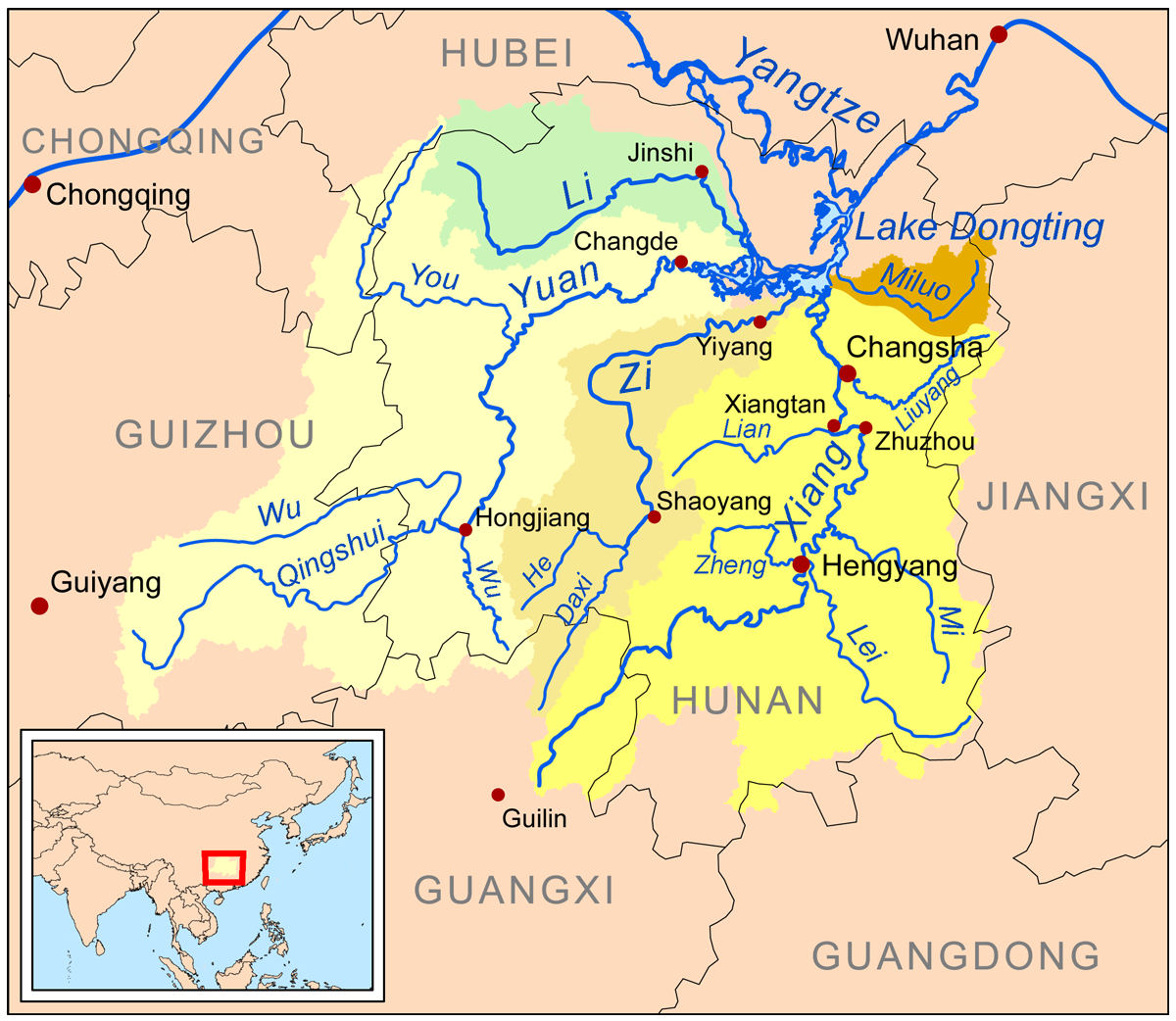
Rios Dongting

A Primeira Batalha de Changsha (17 de setembro de 1939 – 6 de outubro de 1939; chinês: 第 一次 長沙 戰役) foi a primeira de quatro tentativas do Japão de tomar a cidade de Changsha, Hunão, durante a Segunda Guerra Sino-Japonesa. Foi a primeira grande batalha da guerra a ocorrer no período que é amplamente considerado a Segunda Guerra Mundial.

## Histórico e estratégia
A guerra chegou a um impasse após dois anos de luta. O professor Fu Sinian (傅斯年) observou em julho de 1939 que, embora o exército chinês tivesse se tornado mais forte, o exército japonês havia se enfraquecido.
Em 15 de agosto, o 11º Exército apresentou os planos gerais para uma campanha ao sul do Yangtze, variando de 250 quilômetros do rio Xinjiang ao rio Gan (贛 江). No início de setembro, o general japonês Toshizō Nishio das "Forças Expedicionárias Japonesas na China" e o tenente-general Seishirō Itagaki partiram para capturar Changsha, a capital da província de Hunão. As 101ª e 106ª Divisões japonesas foram implantadas na margem ocidental do rio Gan no norte de Jiangxi (江西), e as divisões 6, 3, 13 e 33 marcharam para o sul a partir do sul de Hubei (Província de Hubei) ao norte de Hunão.
Dois dos principais fatores de motivação para os japoneses no lançamento do ataque foram a assinatura de um pacto de não agressão por seu aliado alemão com seu inimigo soviético e sua derrota pelas forças soviéticas em Nomonhan. Um grande ataque aos chineses restauraria, portanto, o moral. Além disso, a invasão da Polônia pela Alemanha a partir de 1 de setembro de 1939 deu aos japoneses mais motivação para acabar com a vontade da China de lutar de modo a preparar o caminho para o estabelecimento do governo fantoche de Wang Jingwei (汪精衛) na China Central (華中).
Ao todo, tornou-se óbvio que os 100.000 soldados japoneses deveriam convergir para Changsha. A estratégia chinesa era contra-atacar a coluna inimiga no norte de Jiangxi e então circundar a linha no caminho para o sul.

## Curso da batalha
Na noite de 14 de setembro de 1939, a 106ª Divisão do Tenente General Ryotaro Nakai dirigiu para o oeste do norte de Fengxin (奉 新 縣), Jiangxi, contra a 184ª Divisão de Wan Baobang do 60º Corpo Chinês. Após uma luta feroz, as forças de defesa abandonaram Gao'an (高 安). A maior parte das forças japonesas então se mudou para o noroeste para atacar Shangfu (上 富), Ganfang (甘 坊) e Xiushui (秀水). Em coordenação com Nakai, a 33ª Divisão do Tenente General Jutaro Amakasu atacou o 15º Grupo de Exércitos de Guan Linzheng (關 麟 征), vindo do sul.
Tendo recentemente capturado importantes locais estratégicos na província de Jiangxi, as tropas japonesas começaram seus ataques a Changsha em 17 de setembro. A 101ª Divisão Japonesa (Tenente General Masatoshi Saito) e a 106ª Divisão começaram a marchar para o oeste em direção a Changsha, na vizinha província de Hunan. Enquanto isso, a 3ª Divisão (Tenente General Shinichi Fujita), 6ª Divisão (Tenente General Shiro Inaba), 13ª Divisão (General Shizuichi Tanaka) e 33ª Divisão invadiram o norte da Província de Hunão para colocar pressão adicional sobre Changsha. No entanto, os japoneses se estenderam muito para o oeste e foram contra-atacados pelas forças chinesas do sul e do norte, forçando-os a recuar para o leste.
Em 19 de setembro, as forças japonesas começaram a atacar as posições defensivas chinesas  ao longo do rio Xinqiang (新 墻 河) com gás venenoso. O Japão não havia assinado o Protocolo de Genebra (1925).
Após ter recuperado Cunqianjie em 19 de setembro, o 74º Corpo de exército de Wang Yaowu (王耀武) (51D, 57D e 58D) e o 32º corpo de Song Ketang (139D e 141D) retomaram Gao'an em um contra-ataque em 22 de setembro.
Em 23 de setembro, as forças japonesas expulsaram os chineses da área do rio Xinqiang, e as 6ª e 13ª Divisões cruzaram o rio sob a cobertura de artilharia pesada, avançando mais ao sul ao longo do Rio Miluo (汨羅河). A leste de Changsha, os navios da marinha desembarcaram as Forças Navais de Desembarque Especiais de Xangai e partes da 3ª Divisão , cercando Changsha em três lados.
A luta pesada continuou depois e os chineses recuaram para o sul como distração para os japoneses enquanto batalhões de apoio chegavam no leste e no oeste para uma manobra de cerco. Em 29 de setembro, as tropas de vanguarda da 6ª Divisão japonesa alcançaram os arredores de Changsha. No entanto, devido às pesadas baixas que sofreram, estimadas em mais de 40.000, com uma parte significativa sendo fatalidades, bem como a perigosa possibilidade de suas linhas de abastecimento sobrecarregadas serem completamente cortadas devido ao assédio constante, as forças japonesas foram forçadas a se retirar através do Rio Laodão. O comandante do exército do grupo em exercício, Guan Linzheng, emitiu ordens imediatamente para o 52º e 73º Corpo de exército de perseguir os japoneses até o rio Miluo. General Xue Yue (薛岳) ordenou um contra-ataque geral em 3 de outubro em perseguição aos japoneses que estavam ao sul de Chongyang (崇陽縣) e de Yueyang (岳陽市).
Em 5 de outubro, as tropas chinesas abateram uma aeronave japonesa com ordens do general Yasuji Okamura para cancelar a ofensiva Changsha, e a 23ª Divisão chinesa próxima atacou um porto da marinha japonesa em Yingtian (agora Miluo), danificando vários navios. Em 6 de outubro, as forças japonesas em Changsha foram dizimadas e recuadas. Dois dias depois, os remanescentes fugiram para o norte sobre o rio Miluo enquanto a 195ª Divisão chinesa do 52º Corpo os perseguia através do rio Xinqiang para recapturar suas antigas posições avançadas. À noite, os chineses lançaram ataques contra Xitang e Yaolin.
Em 10 de outubro, as forças chinesas haviam recuperado completamente seus antigos territórios no norte da província de Hunan, no sul da província de Hubei e no norte da província de Jiangxi.

## Conclusão
Changsha foi a primeira grande cidade a repelir com sucesso os avanços japoneses. Manter a cidade permitiu que as forças nacionalistas chinesas impedissem os japoneses de consolidar seus territórios no sul da China. O comandante da defesa da cidade, general Xue Yue, era um graduado da Academia Militar da República da China e era leal a Chiang Kai-shek.